# Dominic Campedelli
Dominic Joseph Campedelli (né le 3 avril 1964 à Cohasset, dans l'État du Massachusetts aux États-Unis) est un joueur professionnel américain de hockey sur glace.

## Statistiques
| Saison             | Équipe                       | Ligue              |     | Saison régulière | Saison régulière | Saison régulière | Saison régulière | Saison régulière |   | Séries éliminatoires | Séries éliminatoires | Séries éliminatoires | Séries éliminatoires | Séries éliminatoires |
| Saison             | Équipe                       | Ligue              | PJ  | B                | A                | Pts              | Pun              | PJ               | B | A                    | Pts                  | Pun                  |                      |                      |
| 1981-1982          | Bruins de Bridgeport         | NEJHL              | 18  | 12               | 8                | 20               |                  | -                | - | -                    | -                    | -                    |                      |                      |
| 1982-1983          | Eagles de Boston College     | Hockey East        | 26  | 1                | 10               | 11               | 26               | -                | - | -                    | -                    | -                    |                      |                      |
| 1982-1984          | Eagles de Boston College     | Hockey East        | 37  | 10               | 19               | 29               | 24               | -                | - | -                    | -                    | -                    |                      |                      |
| 1984-85            | Eagles de Boston College     | Hockey East        | 44  | 5                | 44               | 49               | 74               | -                | - | -                    | -                    | -                    |                      |                      |
| 1985-1986          | Canadiens de Sherbrooke      | LAH                | 38  | 4                | 10               | 14               | 27               | -                | - | -                    | -                    | -                    |                      |                      |
| 1985-1986          | Canadiens de Montréal        | LNH                | 2   | 0                | 0                | 0                | 0                | -                | - | -                    | -                    | -                    |                      |                      |
| 1986-1987          | Canadiens de Sherbrooke      | LAH                | 7   | 3                | 2                | 5                | 2                | -                | - | -                    | -                    | -                    |                      |                      |
| 1986-1987          | Bears de Hershey             | LAH                | 45  | 7                | 15               | 22               | 70               | -                | - | -                    | -                    | -                    |                      |                      |
| 1986-1987          | Oilers de la Nouvelle-Écosse | LAH                | 12  | 0                | 4                | 4                | 7                | 5                | 0 | 0                    | 0                    | 17                   |                      |                      |
| 1987-1988          | Oilers de la Nouvelle-Écosse | LAH                | 70  | 5                | 17               | 22               | 117              | 3                | 1 | 1                    | 2                    | 2                    |                      |                      |
| Totaux LAH         | Totaux LAH                   | Totaux LAH         | 172 | 19               | 48               | 67               | 233              | 8                | 1 | 1                    | 2                    | 19                   |                      |                      |
| Totaux Hockey East | Totaux Hockey East           | Totaux Hockey East | 107 | 16               | 73               | 89               | 124              | -                | - | -                    | -                    | -                    |                      |                      |

## Transactions
- Le 18 septembre 1983 : Échangé aux Canadiens de Montréal par les Maple Leafs de Toronto en retour d'un choix 2e ronde des Canadiens de Montréal au repêchage de 1986 (qui sélectionnent Darryl Shannon) et un choix de 4e ronde des Maple Leafs de Toronto au repêchage de 1986 (propriété des Canadiens de Montréal à la suite d'une transaction antérieure), les Maple Leafs de Toronto sélectionne Ken Hulst.[pas clair]

- Le 30 octobre 1986 : Échangé aux Flyers de Philadelphie par les Canadiens de Montréal en retour de André Villeneuve.

- Le 9 mars 1987 : Échangé aux Oilers d'Edmonton par les Flyers de Philadelphie en retour de Jeff Brubaker.